# Ewa Sonnet
Ewa Sonnet (eredetileg Beata Kornelia Dąbrowska) (Lengyelország, Knurów, 1985. március 8.–) lengyel énekesnő és topless modell.

## Élete
1985. március 8-án született a dél-lengyelországi (egykori Szilézia) Knurówban. Gyermekkorát Rybnikben töltötte, jelenleg Varsóban él.
Hivatalos foglalkozását tekintve fodrász. Modell karrierjét 2003 novemberében kezdte, ekkor jelent meg az első fotósorozata, ami jó ugródeszkának bizonyult, hogy megkezdhesse régi álma megvalósítását, hogy énekesnő legyen, és saját zenei albumot adhasson ki. Az elmúlt három évben a kizárólag nagy természetes keblű modellekkel (méretei: 80F – 60 – 88) foglalkozó busty.pl oldal legkeresettebb modellje lett.

### Modell karrier
Felfedezését a véletlennek köszönhette 2003-ban, amikor Jane, a busty.pl webmestere észrevette az utcán a kivételesen szép 18 éves lányt. 2003. november 17-én debütált Ewa Sonnet művésznéven. Modelli pályája gyorsan ívelt felfelé, szerte a világban felfigyeltek, a rendkívüli szépségű és kivételes adottságú modellre. A mai napig több tucat fotósorozata és videója jelent meg. Elveihez szigorúan ragaszkodik – mint azt önéletrajzában is említi – nem készít olyan képeket, amelyek túllépik a közízlés határait. Így Ewáról legfeljebb topless képek készülnek. 2005 novemberében a lengyel CKM magazin is képeket közölt róla, és interjút készített vele melyeket a decemberi magyar CKM is megjelentetett. 2006 novemberében ismét fotósorozatot közölt róla a lengyel CKM. A 2007. novemberi lengyel CKM címlapján ismét Ewa tűnt fel.
2006 áprilisában Ewa húga is topless modelli karriert kezdett Julia Sonnet néven.

### Énekesi karrier
Modelli pályafutásából adódó ismertségét jól kihasználva 2005-ben énekesi karrierbe kezdett és 2005 júliusában megjelent első promo CD-je, mely a későbbi Nielegalna (magyarul: "Illegális") album bemutató lemeze volt mindössze 3 számmal, köztük a 2005. év nagy lengyel slágerével, az … i RNB-vel, mely több hétig volt a lengyel slágerlisták élén. Weboldaláról a szám klipje szabadon letölthető.
2005 novemberében tartotta első fellépését, melyet a sikerre való tekintettel folytatott, azóta 14 koncertet adott szerte Lengyelországban. 2006 szeptemberében új videóklipje jelent meg a Nie zatrzymasz mnie (magyarul: "Nem fogsz megállítani") című számhoz. 2006 novemberében Stockholmban elkezdte felvenni új, angol nyelvű albumát, mely várhatóan 2007 nyarán jelenik meg a boltokban. Címe nagy valószínűséggel Hypnotiq lesz. Az album bemutatkozó számának címe: Cry cry. 
2007 májusában szerezte meg érettségi bizonyítványát.
2007 októberében a brit "Stars on ice" mintájára Lengyelországban Gwiazdy tańczą na lodzie címmel indult műsor. A 11 korcsolyázó pár között Ewa is megtalálható volt.
Karrierje töretlenül felfelé ível, a világ több mint 150 országában ismerik a nevét, egyelőre jobbára mint fotómodellt.

## Megjelent lemezei
- 2005 – … i RNB
- 2006 – Nielegalna
- 2007 – Cry Cry
- 2009 – HypnotiQ